# Robert Behnken
Robert Louis Behnken (* 28. července 1970 Creve Coeur, Missouri, USA) je americký strojní inženýr, letec a astronaut, 469. člověk ve vesmíru. Absolvoval tři kosmické lety k Mezinárodní vesmírné stanici (ISS) a na oběžné dráze Země strávil celkem 93 a půl dne.

## Život

### Studium a zaměstnání
Absolvoval střední školu Pattonville High School v Maryland Heights (1988), vysokoškolské vzdělání získal na Washington University v St. Louis (bakalář 1992). V roce 1997 získal doktorát na California Institute of Technology a zde také zpočátku pracoval jako strojní inženýr. Později v armádě testoval různé druhy letadel, nalétal 1000 letových hodin.
V letech 2000 až 2002 absolvoval výcvik budoucích kosmonautů v Houstonu, poté byl zařazen do tamní jednotky astronautů NASA.
Má přezdívku Bob. Je ženatý s astronautkou Katherine McArthur a spolu mají syna Theodora. Jeho zálibou je jízda na horském kole, lyžování, turistika.

### Lety do vesmíru
Na oběžnou dráhu se dostal dvakrát ve funkci letového specialisty raketoplánu Space Shuttle a jednou jako pilot lodi Crew Dragon. Při všech třech letech pracoval na orbitální stanici ISS, strávil ve vesmíru 93 dní, 11 hodin a 42 minut. Absolvoval také deset výstupů do volného vesmíru (EVA), strávil tam celkem 61 hodin a 10 minut.
- STS-123 Endeavour (11. března 2008 – 27. března 2008)
- STS-130 Endeavour (8. února 2010 – 21. února 2010)
- Crew Dragon Demo 2 (30. května 2020 – 2. srpna 2020)

Od července 2012 do července 2015 vykonával funkci vedoucího Kanceláře astronautů NASA, přičemž odpovídal za záležitosti astronautů včetně řízení výcviku a plánování misí.
Z oddílu astronautů i z NASA odešel 11. listopadu 2022.